# Galutu
Galutu (kinesiska: 嘎鲁图, 嘎鲁图苏木) är en socken i Kina. Den ligger i den autonoma regionen Inre Mongoliet, i den norra delen av landet, omkring 340 kilometer sydväst om regionhuvudstaden Hohhot.
Genomsnittlig årsnederbörd är 497 millimeter. Den regnigaste månaden är juli, med i genomsnitt 138 mm nederbörd, och den torraste är december, med 2 mm nederbörd.